# Mistrovství světa v ledním hokeji 2002 (Divize II – kvalifikace)
Mistrovství světa v ledním hokeji (Divize II - kvalifikace) se probíhala ve dnech 11. února–13. února 2002 v mexickém městě Ciudad de México.

## Skupina
| Poř. | Tým         | Z | V | R | P | Skóre | B |
| ---- | ----------- | - | - | - | - | ----- | - |
| 1.   | KLDR        | 3 | 2 | 0 | 0 | 18:4  | 4 |
| 2.   | Mexiko      | 3 | 0 | 1 | 1 | 7:13  | 1 |
| 3.   | Nový Zéland | 3 | 0 | 1 | 1 | 9:17  | 1 |

 KLDR -  Nový Zéland 11:3 (3:0, 6:2, 2:1)
11. dubna - Ciudad de México
 Mexiko -  KLDR 1:7 (1:2, 0:4, 0:1)
12. dubna - Ciudad de México
 Nový Zéland -  Mexiko 6:6 (1:3, 3:3, 2:0)
13. dubna - Ciudad de México